# Tekstbehandling
Tekstbehandling (engelsk: Word processing) handler om udskrivning (ofte bruges på dansk det engelske ord print) af tekst på papir – ved hjælp af pen, blyant, skrivemaskine eller pc med dertil koblet udskrivningsenhed (på dansk: printer).
Elektronisk tekstbehandling (eller forkortet etb) var og er stadig en af de mest populære discipliner inden for IT og måske den mest væsentlige byggesten i IT-hierarkiet af programmel.
Det er en forudsætning for f.eks. elektronisk post eller e-mail, at man kan skrive sine beskeder og formatere dem, så de bliver læselige og overskuelige. Fra en enkelt side til et helt leksikon. Når et dokument indeholder mange grafiske elementer i form af tegninger, fotos mv. eller skal sammenstykkes af flere dokumenter, bevæger vi os over i et andet programkompleks: Desktop Publishing (DtP), herunder fotosats.

## Historie
Den oprindelige tekstbehandling tog udgangspunkt i et blank stykke papir, der udfyldes med bogstaver, tal og tegn. Her var skrivemaskinen det første tekniske hjælpemiddel, der gjorde tingene lettere for det almindelige menneske. Lavede man en fejl, rettede man med viskelæder – og brugte man kopier, kunne det blive temmelig træls at gå samtlige kopier igennem.
Senere blev teksten dannet elektronisk, og før teksten blev udskrevet på papir, kunne der læses korrektur, ligesom det ikke var et problem at udskrive flere kopier af samme dokument. I begyndelsen af 1980'erne kunne dette foregå på særlige maskiner, tekstbehandlingsanlæg, og skrivemaskiner med hukommelse, der kunne rumme en enkelt artikel, hvor man kunne foretage rettelser og der kunne ske automatisk ombrydning. Samtidig hermed udvikledes programmer til tekstbehandling til anvendelse på generelt anvendelige computere. De første af disse går langt tilbage, til 1960'erne. En særlig form for tekstbehandling foregik på en Flexowriter, hvor man kunne flette to hulstrimler, overspringe eller tilføje tegn og danne et færdigt dokument som en ny hulstrimmel, der kunne udskrives på en elektrisk skrivemaskine. 
Tekstbehandlingsprogrammer fik efterhånden muligheden for at indbygge illustrationer i dokumenterne og udskrive disse sammen med teksten. 

## Tekstbehandlingsprogram
Et tekstbehandlingsprogram (eng. Word processor) er et stykke software til en computer, som er beregnet til at fremstille (disponere, redigere og formatere) fortrinsvist tekstbaseret materiale til præsentation på en skærm eller til udskrift. Som type var denne slags programmer nogle af de første, der blev udviklet til pc'er og målrettet til anvendelse i almindelig kontorsammenhæng.
Det første tekstbehandlingprogram var Expensive Typewriter (fra 1961), og første moderne (WYSIWYG) tekstbehandlingsprogram var Bravo (fra 1974).

### Egenskaber
Hvor tidlige tekstformateringsværktøjer benyttede sig af tag/kode-baserede systemer, er udviklingen gået mod avancerede grafiske brugergrænseflader, og et teksbehandlingsprogram forventes nu om dage at tilbyde muligheder for hvilken som helst kombination af billeder, grafik og tekst, samt ekstra funktioner som noteapparater, autoformatering, indholdsfortegnelser og indeksering m.m.
- Tekstredigering - indsætte, klippe, slette
- Formattering - ændre skrift, skriftstørrelse, afsnit, fed skrift, kursiv skrift, venstrestilling, højrestilling, ligestilling
- Sideformatering - sidehoved, sidefod, sidetal
- Ændringshistorik - umiddelbart lyder ændringshistorik i tekstbehandling som en god ting - og man kan man gå et pænt stykke tilbage i historikken. Det er helt ok sålænge man selv råder over dokumentet. Hvis eller når man sender dokumentet ud af organisationen eller virksomheden fx via websider, fildeling eller som email bilag til fx kunder eller journalister, så kan det give problemer. Der kan være data i ændringshistorikken som man ikke ønsker at dele med andre, som fx bankkonti, personlige oplysninger og fortrolige informationer.[1][2][3]
- Stavningsværktøj, simpel grammatikværktøj.
- Afsnitstypografi (engelsk paragraph style) - er et af de stærkere hjælpemidler i tekstbehandlingsprogrammer. Typografier gør at man hurtigt kan formatere et dokument ved at klassificere og påtrykke fx overskriftniveauer, brødtekst (afsnitstypografi "normal"). Typografier indeholder typisk formattering. Herudover kan typografier gøre at en indholdsfortegnelse automatisk kan genereres og vedligeholdes. Hvis man fx ønsker at ændre skrifttypestørrelse i overskriftniveau 1 fra 16 til 18, kan man gøre det i typografien "overskriftniveau 1", så ændres det automatisk i alle de steder hvor "overskriftniveau 1" er anvendt i dokumentet. I forskellige dokumentskabeloner (engelsk document templates) kan man have forskellige sæt af afsnitstypografier (afsnitstypografipakker).[4][5][6] Synonymer: Afsnitsformat (engelsk paragraph format), forme.
- Media inkluderinger - fx billeder, tabeller og grafer.
- Import og eksport af dokumentet i forskellige filformater (incl. tekstformater).

### Uønskede egenskaber
Nogle tekstbehandlingsprogrammer sender de (en del af de?) data man lægger i dokumentet, tilbage til tekstbehandlingsproducenten.
Nogle tredjepart produkter hævder at de kan gøre data eller billeder usynlige, men eksperter har vist at en del af programmerne er så dårlige, at de "usynlige" dele kan kopieres og læses.

### Liste over programmer
- Microsoft Word det for tiden mest udbredte program til Windows og Mac OS/Mac OS X.
- WordPerfect det mest populære program i MS-DOS perioden
- WordStar det mest populære program i CP/M perioden
- Word Pro (oprindelig Ami Pro)
- StarOffice Writer en kommerciel udgave af OpenOffice.org markedsført af Sun Microsystems
- LibreOffice er et frit alternativ til Microsoft Office som indeholder programmet Writer i stil med Microsoft Word. Writer kan blandt andet læse Microsofts filer .doc og .docx-filer. Er oversat til dansk og virker på adskillige styresystemer.
- OpenOffice.org (LGPL) (oprindeligt StarOffice) er et frit alternativ til Microsoft Office som indeholder programmet Writer i stil med Microsoft Word. Writer kan blandt andet læse Microsofts filer .doc og .docx-filer. Er oversat til dansk og virker på adskillige styresystemer.
- Texmacs (GPL)
- DSITEKST til MS-DOS, der senere efterfulgtes af DSISYSTEM til Windows, var et udbredt dansk-udviklet system
- AbiWord lille program som findes til Windows – Mac – Linux (skriver og læser mange filformater)
- KOffice KWord tekstbehandlings program fra KDE findes til Windows – Mac – Linux
- Tekst Assistent et tekstbehandlingsprogram fra IBM til MS-DOS